# Gapland (Maryland)
Gapland es un lugar designado por el censo ubicado en el condado de Washington en el estado estadounidense de Maryland. En el Censo de 2010 tenía una población de 109 habitantes y una densidad poblacional de 187,88 personas por km².

## Geografía
Gapland se encuentra ubicado en las coordenadas 39°24′7″N 77°39′30″O / 39.40194, -77.65833. Según la Oficina del Censo de los Estados Unidos, Gapland tiene una superficie total de 0.58 km², de la cual 0.58 km² corresponden a tierra firme y (0%) 0 km² es agua.

## Demografía
Según el censo de 2010, había 109 personas residiendo en Gapland. La densidad de población era de 187,88 hab./km². De los 109 habitantes, Gapland estaba compuesto por el 94.5% blancos, el 4.59% eran afroamericanos, el 0.92% eran amerindios, el 0% eran asiáticos, el 0% eran isleños del Pacífico, el 0% eran de otras razas y el 0% pertenecían a dos o más razas. Del total de la población el 0% eran hispanos o latinos de cualquier raza.